# Лейк-Элсинор
Лейк-Элсинор (англ. Lake Elsinore) — город в округе Риверсайд, штат Калифорния, США. Население по данным переписи 2010 года — 51 821 человек.

## География и климат

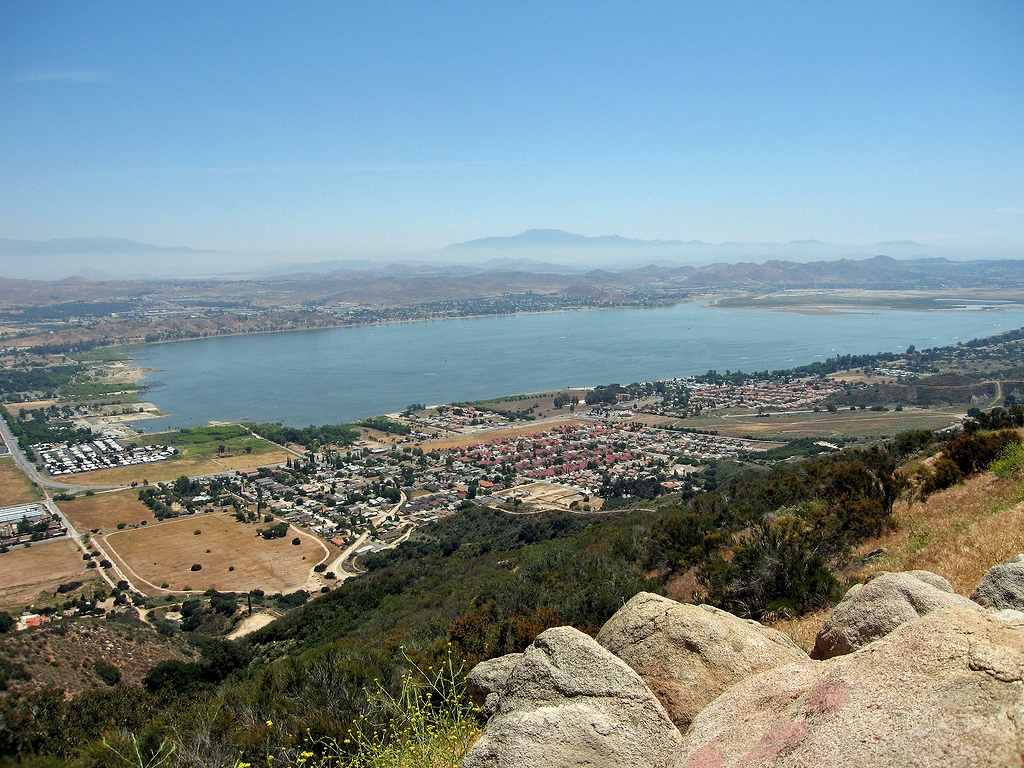
Вид на город и озеро Элсинор

По данным Американского бюро переписи населения, общая площадь города составляет 107,97 км², в том числе 93,78 км² — суша и 14,19 км² — водные пространства (13,14 %). Расположен на берегу пресноводного озера Элсинор, в 32 км к югу от административного центра округа, города Риверсайд. К западу от города находятся горы Элсинор, которые являются частью более крупного горного хребта Санта-Ана. К востоку от Лейк-Элсинор проходит более древний и более разрушенный хребет Тамескал.
Климат города характеризуется как полуаридный, с жарким засушливым летом и мягкой влажной зимой. Рекордная максимальная температура была отмечена в 1960 году и составила 48 °C; рекордная минимальная температура была зафиксирована в 1974 году и составила −12 °C. Годовая норма осадков — 305 мм. Самый дождливый месяц — февраль. 

## История
Город был инкорпорирован 9 апреля 1888 года.

## Население
Согласно данным переписи населения 2010 года, в городе насчитывалось 51 821 житель. Плотность населения, таким образом, составляла 480 человек на км². Расовый состав населения города был таков: 60,0 % — белые; 5,3 % — афроамериканцы; 0,9 % — индейцы; 5,8 % — азиаты; 0,3 % — представители населения островов Тихого океана; 21,6 % — представители иных рас и 6,2 % — представители двух и более рас. 48,4 % населения определяли своё происхождение как испанское (латиноамериканское).
Из 14 788 домохозяйств на дату переписи 54,3 % имели детей; 59,1 % были женатыми парами. 13,2 % домашних хозяйств было образовано одинокими людьми, при этом в 3,5 % домохозяйств проживал одинокий человек старше 65 лет. Среднее количество людей в домашнем хозяйстве составляло 3,48; средний размер семьи — 3,79 человек.
Возрастной состав населения: 32,8 % — младше 18 лет; 10,2 % — от 18 до 24 лет; 30,4 % — от 25 до 44 лет; 21,0 % — от 45 до 64 лет и 5,7 % — 65 лет и старше. Средний возраст — 30 лет. На каждые 100 женщин приходится 100,4 мужчин. На каждые 100 женщин старше 18 лет — 98,5 мужчин.
Средний доход на домохозяйство составляет $62 436, при этом 13,2 % населения проживает за чертой бедности.
Динамика численности населения города по годам:
| 1950 | 1960 | 1970 | 1980 | 1990   | 2000   | 2010   |
| ---- | ---- | ---- | ---- | ------ | ------ | ------ |
| 2068 | 2432 | 3530 | 5982 | 18 285 | 28 928 | 51 821 |